# Улица Свекю (Рига)
Улица Све́кю (латыш. Sveķu iela — Смоляная) — улица в Видземском предместье города Риги, в Пурвциемсе.
Находится на окраине жилого района, рядом с Бикерниекским лесом.
Пролегает от перекрёстка улиц Стирну и Иерикю в юго-восточном направлении, до улицы Лиелвардес. С прочими улицами не пересекается. Общая длина — 318 метров. На всём протяжении имеет асфальтовое покрытие. Общественный транспорт по улице не курсирует.
Под своим нынешним названием впервые упоминается в перечне улиц города в 1957 году; в дальнейшем оно не изменялось.
Застройка улицы Свекю — односторонняя (только чётная сторона).